# Lancom Systems
Die Lancom Systems GmbH (Eigenschreibweise LANCOM Systems) ist ein deutscher Hersteller von Produkten in den Bereichen Netzwerktechnik und Informationssicherheit mit Hauptsitz in Würselen. Das Unternehmen kombiniert Hardware-Geschäft mit virtuellen Netzwerkkomponenten und Cloud-basierendem Software-defined Networking (SDN) und bietet unter anderem Router, Wireless Access Points, VPN-Systeme, Firewalls und Netzwerkswitches für geschäftliche und öffentliche Abnehmer an. Lancom Systems ist ein eigenständiges Tochterunternehmen des Elektronikkonzerns Rohde & Schwarz.

## Geschichte
Das Unternehmen wurde 2002 als Management-Buy-out von Teilen der Netzwerksparte der ehemaligen ELSA AG nach deren Insolvenz gegründet. Dies umfasste den Bereich für professionelle Netzwerktechnik und 26 Mitarbeiter, die zu Lancom Systems wechselten. ELSA hatte bereits unter dem Markennamen LANCOM Modems, Router und Switches angeboten. Die auf Privatkunden ausgerichteten Teile der Netzwerksparte der ELSA AG bildeten hingegen den Kern der separat gegründeten Devolo AG. Bereits im Jahr 2005 richtete Lancom bei der Supermarktkette Rewe das mit 13.000 WLAN-Access-Points
und 5.000 Routern zu jener Zeit größte WLAN-Netz Europas ein. Für das in den Folgejahren weiterentwickelte innovative WLAN-basierte Logistiksystem wurden beide Unternehmen im Jahr 2015 mit dem Retail Technology Award (reta europe) in der Kategorie Best Instore Solution ausgezeichnet. 2014 schlossen Lancom Systems und T-Systems eine Partnerschaft für sichere IT-Lösungen für deutsche Unternehmen. Im Jahr 2016 übernahm der Münchner Elektronikkonzern Rohde & Schwarz die Mehrheit an der Lancom Systems GmbH und die beiden Unternehmen kündigten eine strategische Partnerschaft an. Im Folgejahr wurde Lancom durch die Beratungsgesellschaft Deloitte mit dem Sustained Excellence Award als eines der am schnellsten wachsenden IT-Unternehmen in Deutschland ausgezeichnet. 2018 erwarb Rohde & Schwarz die verbleibenden Unternehmensanteile von Lancom Systems vollständig. Das Unternehmen wird nunmehr als eigenständige Tochter des Rohde-&-Schwarz-Konzerns geführt. Gemeinsam mit der Rohde & Schwarz Cybersecurity bildet Lancom Systems den Geschäftsbereich Netzwerke und Cybersicherheit von Rohde & Schwarz. Die ehemals bei der Rohde & Schwarz Cybersecurity GmbH angesiedelte Firewall-Entwicklung wurde ab 2019 zu Lancom Systems überführt. Somit soll Lancom Systems zum integrierten Anbieter von Netzwerk- und IT-Sicherheitslösungen für Unternehmen und die öffentliche Verwaltung weiterentwickelt werden.

## Unternehmensdaten
Das Unternehmen wuchs seit 2002 kontinuierlich und beschäftigt im Jahr 2025 über 420 Mitarbeiter. Im Jahr 2018 betrug der Umsatz von Lancom Systems 77,2 Millionen Euro bei einer Steigerung zum Vorjahr von 33 Prozent. Die Mitarbeiter konzentrieren sich auf die Standorte Würselen, München, Karlsruhe, Hamburg und Utrecht.
| Kennzahlen            | Kennzahlen | Kennzahlen | Kennzahlen     | Kennzahlen | Kennzahlen | Kennzahlen |
| --------------------- | ---------- | ---------- | -------------- | ---------- | ---------- | ---------- |
|                       | 2009       | 2014       | 2015           | 2016       | 2017       | 2018       |
| Umsatz (in Mio. Euro) | 23,8       | 43         | ?              | 50         | 58,5       | 77,5       |
| Mitarbeiter           | 122        | 210        | „mehr als 250“ | 280        | 330        | 370        |

## Produkte

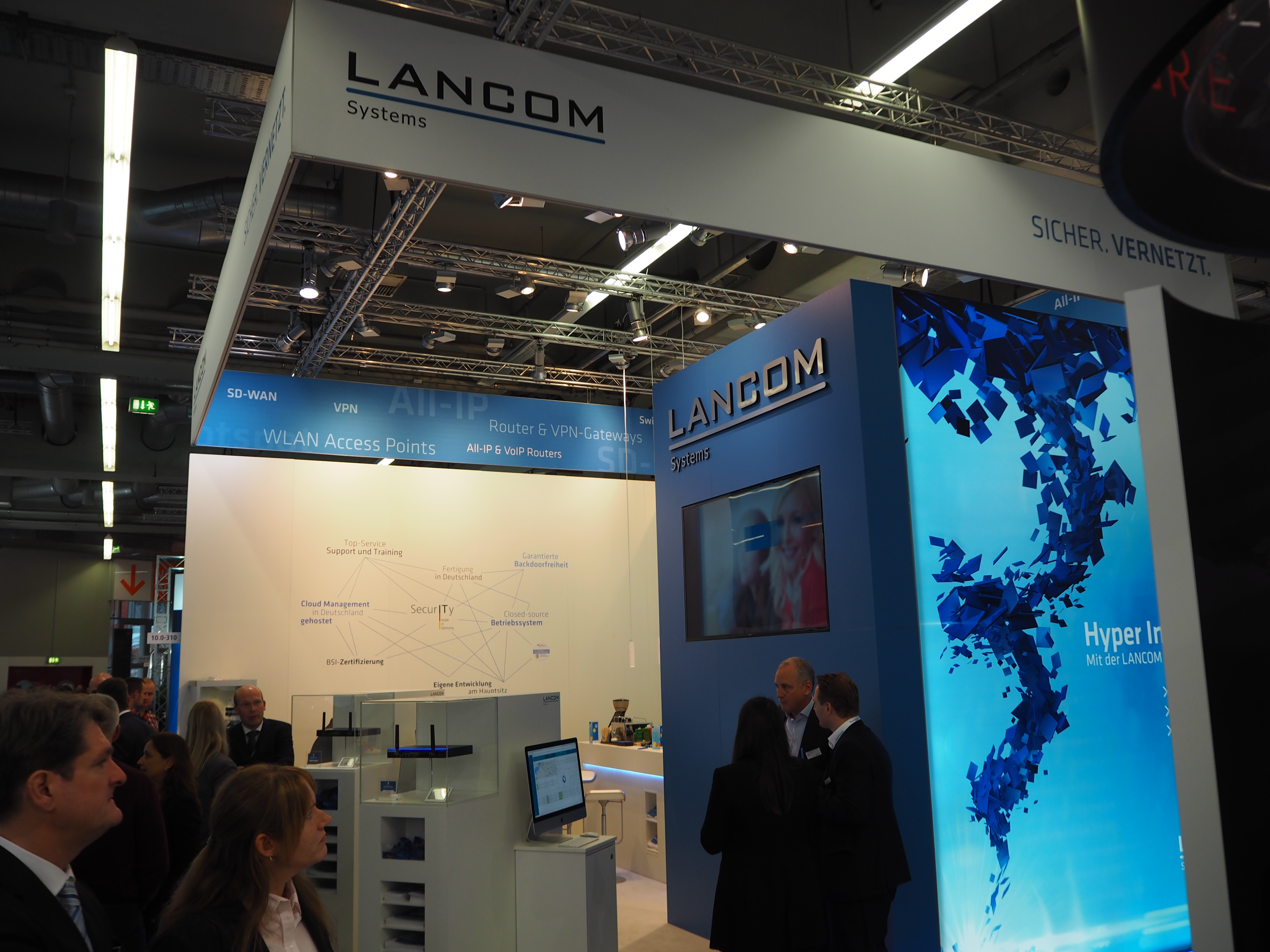
Lancom-Stand mit Produkten auf einer Messe (2017)

Lancom Systems hat sich auf Netzwerklösungen für Unternehmen und die Verwaltung spezialisiert. Dies umfasst zum Beispiel Router und Access Points für WLAN-Netze. Letztere werden auch in gehärteter Form für den Außeneinsatz angeboten. Das Angebot umfasst auch VPN-Router, die durch das Bundesamt für Sicherheit in der Informationstechnik nach den Common Criteria for Information Technology Security Evaluation zertifiziert sind. Darüber hinaus bietet Lancom Systems aktiv gemanagte und ungemanagte Switches verschiedener Leistungsfähigkeit für den geschäftlichen und öffentlichen Sektor. Gemeinsam mit der Rohde & Schwarz Cybersecurity bietet Lancom Systems Firewall-Systeme die auch für besonders schützenswerte behördliche Netze zugelassen sind. Seit 2015 bietet Lancom Systems Cloud-Computing-Lösungen an. Bei den meisten Produkten von Lancom Systems kommt eine eigene Firmware namens LCOS zum Einsatz. In den ersten Geschäftsjahren bot Lancom auch Funknetzwerkkarten mit dem Markennamen AirLancer an. Im Bereich VoIP-Telefonanlagen hat Lancom Systems 2020 eine Partnerschaft mit dem französischen Hersteller Alcatel-Lucent Enterprise geschlossen. Demnach steuert hier Lancom Systems Sicherheitskomponenten für Telefonanlagen bei. Mit der Fertigung der Hardware beauftragt Lancom vorwiegend externe Dienstleister aus Deutschland. Dabei setzt Lancom Systems unter anderem auf Fertigungsleistungen des in Baden-Württemberg ansässigen Produzenten RAFI. Auch das Netzwerk-Management wird in Deutschland gehostet. Ausgewählte Hardware-Produkte kauft Lancom als ODM- bzw. OEM-Ware aus Taiwan, Malaysia und China zu. Auf diese wird in Deutschland die selbst entwickelte Firmware aufgespielt.

## Stellung im Markt
Lancom Systems bezeichnet sich selbst als führenden europäischen Hersteller im Bereich Netzwerk- und Security-Lösungen für den geschäftlichen und öffentlichen Bereich. Beim Marktanteil bei der professionellen LAN-Vernetzung liegt Lancom Systems in Deutschland über mehrere Jahre auf Platz 2 nach dem amerikanischen Hersteller und Weltmarktführer Cisco Systems. Insbesondere verschiedene deutsche Behörden und Unternehmen im Hochsicherheitsbereich setzen für interne Netzwerke auf Produkte von Lancom Systems. Dazu gehören beispielsweise das Bundeskanzleramt und Polizeibehörden. Das Deutsche Zentrum für Luft- und Raumfahrt (DLR) hat Router von Cisco durch Produkte von Lancom Systems ersetzt. Dies fällt dabei in den Kontext zu Enthüllungen im Rahmen der Globalen Überwachungs- und Spionageaffäre über mögliche Backdoors und Manipulationen in Netzwerkkomponenten durch Nachrichtendienste. Lancom Systems selbst garantiert die Backdoor-Freiheit seiner Produkte. Das Vertrauenszeichen „IT-Security Engineered in Germany“ und eine Zertifizierung durch das Bundesamt für Sicherheit in der Informationstechnik (BSI) sind für das Unternehmen wesentlich. Lancom Systems ist der einzige deutsche Netzwerktechnikhersteller, der in internationalen Marktsichtungen für den Bereich (W)LAN-Vernetzung aufgeführt wird. Mit seinen seit 2020 angebotenen Aggregation Switches bietet das Unternehmen erstmals Produkte, die als Grundlage für größere hierarchische Netzwerkinfrastrukturen dienen können. Damit dringt das Unternehmen in ein Marktsegment vor, in dem es künftig auch in verstärkter Konkurrenz zu größeren Netzwerktechnikherstellern wie Cisco Systems steht. Im Bereich der Vernetzung kleiner Unternehmen besteht vor allem in Deutschland ein begrenztes Konkurrenzverhältnis zur auf Privatanwender fokussierten AVM. Bei VPN-Lösungen mit erhöhten Sicherheitsanforderungen sieht sich Lancom Systems in Deutschland der Secunet Security Networks AG und deren SINA-System sowie der mittlerweile durch die Bundesdruckerei übernommenen genua GmbH als Wettbewerbern gegenüber. Sowohl Secunet als auch genua sind zudem deutsche Konkurrenten im Bereich Firewalls und Cloud-Lösungen. Der Vertrieb erfolgt indirekt über inzwischen mehr als 7.500 Partner in Deutschland und weltweit.